# Лепоглава
Лепоґлава (хорв. Lepoglava) — місто на півночі Хорватії, у Вараждинській жупанії.

## Загальні відомості
Лепоглава розташована за 50 км на північ від Загреба і за 30 км на північний захід від Вараждина. За 7 км на північний схід від Лепоглави знаходиться місто Іванець, за 15 км на північний захід — Крапина.
У місто веде автомобільна дорога з Вараждіна і Іванця, дві інші дороги ведуть в бік міста Крапина і автобану Загреб — Марибор (А2). У місто веде тупикова залізнична гілка з Вараждіна, яка, проте, використовується відносно слабо.
Лепоглава лежить на північних схилах гірського хребта Іваншчиця, у його західній частині. Через місто протікає річка Бєдня (притока Драви), джерело якої знаходиться неподалік від Лепоглави.

## Історія
В 1503 році в місті був заснований монастир ордену паулінів. При монастирі була відкрита одна з найстаріших в Хорватії граматичних шкіл. Пізніше при імператорі Леопольді I ця школа була перетворена на академію. Монастирська церква св. Марка прикрашена старовинними фресками.
В 1854 році монастир був перетворений у в'язницю, що стала найвідомішим хорватським місцем ув'язнення. За часів Королівства Югославії тут відбували ув'язнення комуністи та інші «неблагонадійні», у тому числі Йосип Броз Тіто. У період Другої світової війни тут утримувалися заарештовані антифашисти, більше двох тисяч з яких були страчені. Після війни комуністи використовували в'язницю як місце ув'язнення своїх політичних супротивників. Тут перебував архієпископ Алойзіє Степінац, а після придушення руху Хорватська весна — Франьо Туджман та інші лідери руху. У 2001 році в'язниця була закрита, а монастир переданий Церкві.

## Населення
Населення громади за даними перепису 2011 року становило 8 283 осіб, 1 з яких назвала рідною українську мову. Населення самого міста становило 4 174 осіб.
Динаміка чисельності населення громади:
Динаміка чисельності населення міста:

## Населені пункти
Крім міста Лепоглава, до громади також входять:
- Бедніця
- Црковець
- Доня Вишніця
- Горня Вишніця
- Язбина Вишніцька
- Камениця
- Каменицький Врховець
- Каменицько Подгор'є
- Муричевець
- Очура
- Вилетинець
- Вулишинець
- Залуж'є
- Злогонє
- Жаровниця

## Клімат
Середня річна температура становить 9,41°C, середня максимальна – 23,05°C, а середня мінімальна – -6,25°C. Середня річна кількість опадів – 1062 мм.
| Клімат міста                                  | Клімат міста | Клімат міста | Клімат міста | Клімат міста | Клімат міста | Клімат міста | Клімат міста | Клімат міста | Клімат міста | Клімат міста | Клімат міста | Клімат міста | Клімат міста |
| Показник                                      | Січ.         | Лют.         | Бер.         | Квіт.        | Трав.        | Черв.        | Лип.         | Серп.        | Вер.         | Жовт.        | Лист.        | Груд.        |              |
| Середній максимум, °C                         | 5,18         | 6,86         | 10,81        | 14,85        | 19,82        | 23,05        | 22,43        | 21,87        | 17,98        | 12,92        | 7,48         | 4,10         |              |
| Середня температура, °C                       | −0,53        | 1,13         | 5,10         | 9,12         | 14,11        | 17,32        | 19,08        | 18,52        | 14,62        | 9,56         | 4,12         | 0,75         |              |
| Середній мінімум, °C                          | −6,25        | −4,59        | −0,62        | 3,42         | 8,38         | 11,62        | 15,72        | 15,15        | 11,27        | 6,22         | 0,76         | −2,61        |              |
| Норма опадів, мм                              | 51           | 56           | 74           | 81           | 91           | 122          | 106          | 104          | 101          | 100          | 100          | 76           |              |
| Середньомісячна швидкість вітру, м/с          | 1.92         | 2.08         | 2.44         | 2.44         | 2.32         | 2.04         | 1.97         | 1.83         | 1.84         | 1.96         | 2.05         | 2.03         |              |
| Середньомісячна сонячна радіація, кДж/м²·день | 4138         | 6867         | 10488        | 14802        | 18718        | 20556        | 21414        | 18467        | 13695        | 8686         | 4610         | 3308         |              |
| --------------------------------------------- | ------------ | ------------ | ------------ | ------------ | ------------ | ------------ | ------------ | ------------ | ------------ | ------------ | ------------ | ------------ | ------------ |
| Джерело:                                      |              |              |              |              |              |              |              |              |              |              |              |              |              |

## Відомі постаті
- Мілан Шуфлай — хорватський політик, історик, що стояв біля витоків албаністики, автор першого хорватського науково-фантастичного роману.